# Chiesa di Nostra Signora di Lourdes a Tor Marancia
La chiesa di Nostra Signora di Lourdes a Tor Marancia è una chiesa di Roma, nel quartiere Ardeatino, in viale Tor Marancia.

## Storia
È stata costruita su progetto dell'architetto Gino Cancellotti.
La chiesa è sede parrocchiale, eretta il 1º ottobre 1957 con il decreto del cardinale vicario Clemente Micara Viginti et unum ed affidata dapprima ai sacerdoti della congregazione dei Poveri Servi della Divina Provvidenza, e poi al clero diocesano di Roma.
Il primo parroco della parrocchia fu don Alessandro Rosa che si insediò il 1º maggio 1936.
La chiesa ha una facciata in laterizio scandita in tre settori da fasce di cemento armato. È a pianta poligonale, sormontata da una lanterna ed affiancata da un alto campanile.

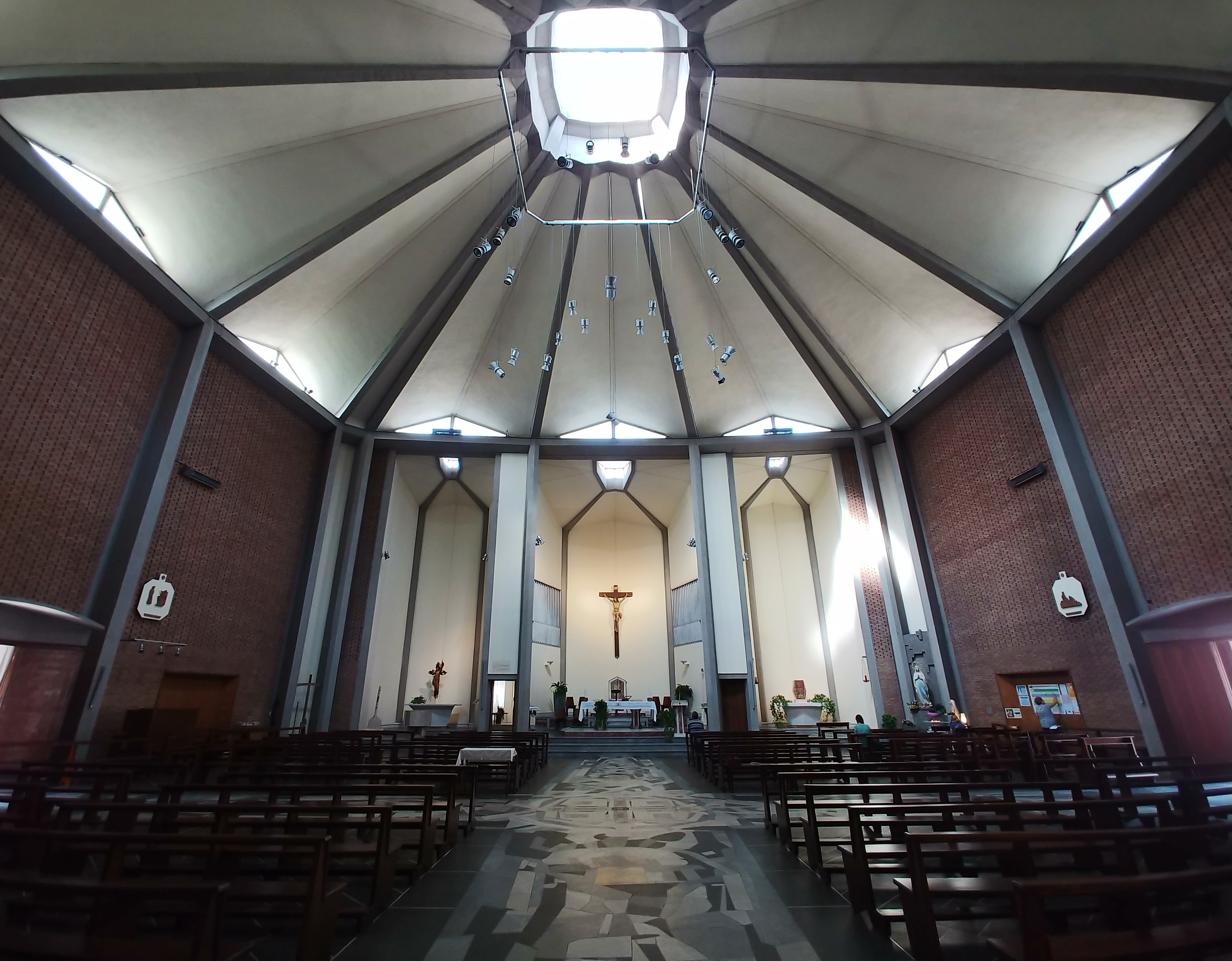
L'interno